# Lake Never-never
Der Lake Never-never ist ein Gebirgssee im Southland District der Region Southland auf der Südinsel von Neuseeland.

## Namensherkunft
Der See bekam den Namen 1937 von der australischen Bergsteigerin Marie Byles in Anlehnung an die Geschichte von Peter Pan von J. M. Barrie.

## Geographie
Der Lake Never-never befindet sich rund 2,4 km nordwestlich des 2167 m hohen Paranui Peak mit seinen östlich gelegenen Gletscherfeldern und rund 8,2 km nordöstlich des Milford Sound/Piopiotahi. Der Gebirgssee, der auf einer Höhe von 898 m zu finden ist, umfasst eine Fläche von rund 23 Hektar und besitzt einen Seeumfang von rund 2,13 km. Er erstreckt sich über eine Länge von rund 680 m in Südwest-Nordost-Richtung und misst an seiner breitesten Stelle rund 480 m in Nordwest-Südost-Richtung.
Gespeist wird der See von verschiedenen kleinen Gebirgsbächen und von dem rund 530 m westlich von ihm liegenden Lake Pukutahi. Die Entwässerung des Lake Never-never findet an seinem südwestlichen Ende über den Harrison River statt, der später in den Milford Sound/Piopiotahi mündet.